# Étienne Barbazan
Pour les articles homonymes, voir Barbazan (homonymie).
Étienne Barbazan, érudit français, né à Saint-Fargeau près d'Auxerre en 1696 et mort à Paris le 8 octobre 1770,.

## Biographie
Il continua en société avec l'abbé de La Porte et Graville, le Recueil alphabétique de pièces historiques, commencé par l'abbé Pereau, 24 volumes, in-12, Paris, 1745 et années suivantes.
Il donna : 
- Fabliaux et contes français des XIIe, XIIe, XIVe et XVe siècles, Paris, 1756, 3 volumes in-12
- l'Ordène de chevalerie, 1759 (publication d'un poème du début du XIIIe siècle)[3]
- le Castoiement ou Instructions d'un père à son fils, 1760.

Il a laissé sur les origines de la langue française des manuscrits qui sont à la Bibliothèque de l'Arsenal.

## Pour approfondir